# Špiro Guberina
Špiro Guberina (ur. 1 marca 1933 w Szybeniku, zm. 27 listopada 2020 w Zagrzebiu) – chorwacki aktor teatralny, filmowy i telewizyjny.

## Życiorys
Urodził się 1 marca 1933 w Szybeniku w ówczesnym Królestwie Jugosławii. Jako licealista występował w komediach i operetkach w Teatrze Narodowym w Szybeniku. W 1970 roku ukończył Akademię Sztuk Dramatycznych w Zagrzebiu, gdzie od 1958 roku do przejścia na emeryturę w 1999 roku był na stałe zaangażowany w Chorwackim Teatrze Narodowym w Zagrzebiu. Grał role teatralne, filmowe i telewizyjne z równym powodzeniem, wyróżniając się w komedii, postaci opartych na bezbłędnej, czystej mowie.
Wystąpił jako aktor z powodzeniem w sztukach Ranko Marinkovića, Ivo Brešana i Marina Držicia, występował także w radiu i serialach telewizyjnych w tym m.in.: Divac, Strikan, Očenašek. W 1997 roku założył Mały Chorwacki Teatr „Kiklop”, który otworzył monodramowym kolażem Monkey Business. Jest zdobywcą nagrody „Vladimir Nazor” za całokształt twórczości (2011) i chorwackiej nagrody za całokształt twórczości (2014).
Zasłynął rolą Jozo Škovacina w serialu Velo misto. Zmarł 27 listopada 2020 roku w wieku 87 lat w Zagrzebiu.